# Chromatoclothoda nana
Chromatoclothoda nana är en insektsart som beskrevs av Ross 1987. Chromatoclothoda nana ingår i släktet Chromatoclothoda och familjen Clothodidae. Inga underarter finns listade i Catalogue of Life.